# آ لاموسی
آ لاموسی (انگلیسی: A Lamusi؛ زادهٔ ۲ ژوئن ۱۹۸۹) جودوکار مغول‌تبار اهل چین است. وی در بازی‌های المپیک تابستانی ۲۰۱۲ شرکت کرده‌است.
وی در مسابقات کشوری و بین‌المللی در مجموع برندهٔ ۱ مدال برنز شده‌است.